# Serbia na Mistrzostwach Świata w Lekkoatletyce 2013
Serbia na Mistrzostwach Świata w Lekkoatletyce 2013 – reprezentacja Serbii podczas czempionatu w Moskwie liczyła 8 zawodników.

## Występy reprezentantów Serbii

### Mężczyźni

#### Konkurencje biegowe
| Konkurencja                | Zawodnik          | Runda 1  | Runda 1 | Półfinał   | Półfinał | Finał      | Finał   |
| Konkurencja                | Zawodnik          | Rezultat | Pozycja | Rezultat   | Pozycja  | Rezultat   | Pozycja |
| -------------------------- | ----------------- | -------- | ------- | ---------- | -------- | ---------- | ------- |
| Bieg na 400 m przez płotki | Emir Bekrić       | 49,16    | 2. Q    | 48,36 (NR) | 2. Q     | 48,05 (NR) | brąz    |
| Chód na 50 km              | Predrag Filipović | —        | —       | —          | —        | DNF        | DNF     |

#### Konkurencje techniczne
| Konkurencja    | Zawodnik        | Eliminacje | Eliminacje | Finał     | Finał   |
| Konkurencja    | Zawodnik        | Rezultat   | Pozycja    | Rezultat  | Pozycja |
| -------------- | --------------- | ---------- | ---------- | --------- | ------- |
| Pchnięcie kulą | Asmir Kolašinac | 20,07      | 10. Q      | 19,96     | 10.     |
| Dziesięciobój  | Mihail Dudaš    | —          | —          | 8275 (NR) | 14.     |

### Kobiety

#### Konkurencje biegowe
| Konkurencja    | Zawodnik     | Runda 1  | Runda 1 | Półfinał | Półfinał | Finał    | Finał   |
| Konkurencja    | Zawodnik     | Rezultat | Pozycja | Rezultat | Pozycja  | Rezultat | Pozycja |
| -------------- | ------------ | -------- | ------- | -------- | -------- | -------- | ------- |
| Bieg na 1500 m | Amela Terzić | 4:27,89  | 37.     | NQ       | NQ       | NQ       | NQ      |

#### Konkurencje techniczne
| Konkurencja    | Zawodnik          | Eliminacje | Eliminacje | Finał     | Finał   |
| Konkurencja    | Zawodnik          | Rezultat   | Pozycja    | Rezultat  | Pozycja |
| -------------- | ----------------- | ---------- | ---------- | --------- | ------- |
| Rzut dyskiem   | Dragana Tomašević | 58,79      | 14.        | NQ        | NQ      |
| Rzut oszczepem | Tatjana Jelača    | 62,68 (NR) | 6. Q       | 60,81     | 9.      |
| Skok w dal     | Ivana Španović    | 6,63       | 7. Q       | 6,82 (NR) | brąz    |